# Илов (Флеминг)
Илов (њем. Ihlow) општина је у њемачкој савезној држави Бранденбург. Једно је од 16 општинских средишта округа Телтов-Флеминг. Према процјени из 2010. у општини је живјело 803 становника. Посједује регионалну шифру (AGS) 12072157.

## Географски и демографски подаци
Илов се налази у савезној држави Бранденбург у округу Телтов-Флеминг. Општина се налази на надморској висини од 93 метра. Површина општине износи 47,6 km². У самом мјесту је, према процјени из 2010. године, живјело 803 становника. Просјечна густина становништва износи 17 становника/km².

## Међународна сарадња
| Мјесто | Држава | Врста сарадње | Од    |
| ------ | ------ | ------------- | ----- |
| Абевил | САД    | партнерство   | 1994. |
| Извор  |        |               |       |